# Seanina
Seanina är en udde i Estland.   Den ligger i landskapet Saaremaa (Ösel), i den västra delen av landet, 120 km sydväst om huvudstaden Tallinn.
Terrängen inåt land är mycket platt. Havet är nära Seanina norrut. Runt Seanina är det glesbefolkat, med 8 invånare per kvadratkilometer. Närmaste större samhälle är Maasi, 15,6 km sydväst om Seanina.